# Federico Bellazzi
Federico Bellazzi (Milan, 26 juin 1825 - Florence, 11 janvier 1868) est un homme politique italien.

## Biographie
Il a été député du royaume d'Italie durant les VIIIe, IXe et Xe législatures.